# جيمي أونيل (لاعب كرة قدم)
جيمي أونيل (بالإنجليزية: Jimmy O'Neill)‏ هو لاعب كرة قدم بريطاني، ولد في 24 نوفمبر 1941. لعب مع دارلينجتون إف سى ونادي والسول.